# Massenspektrometrie mit induktiv gekoppeltem Plasma

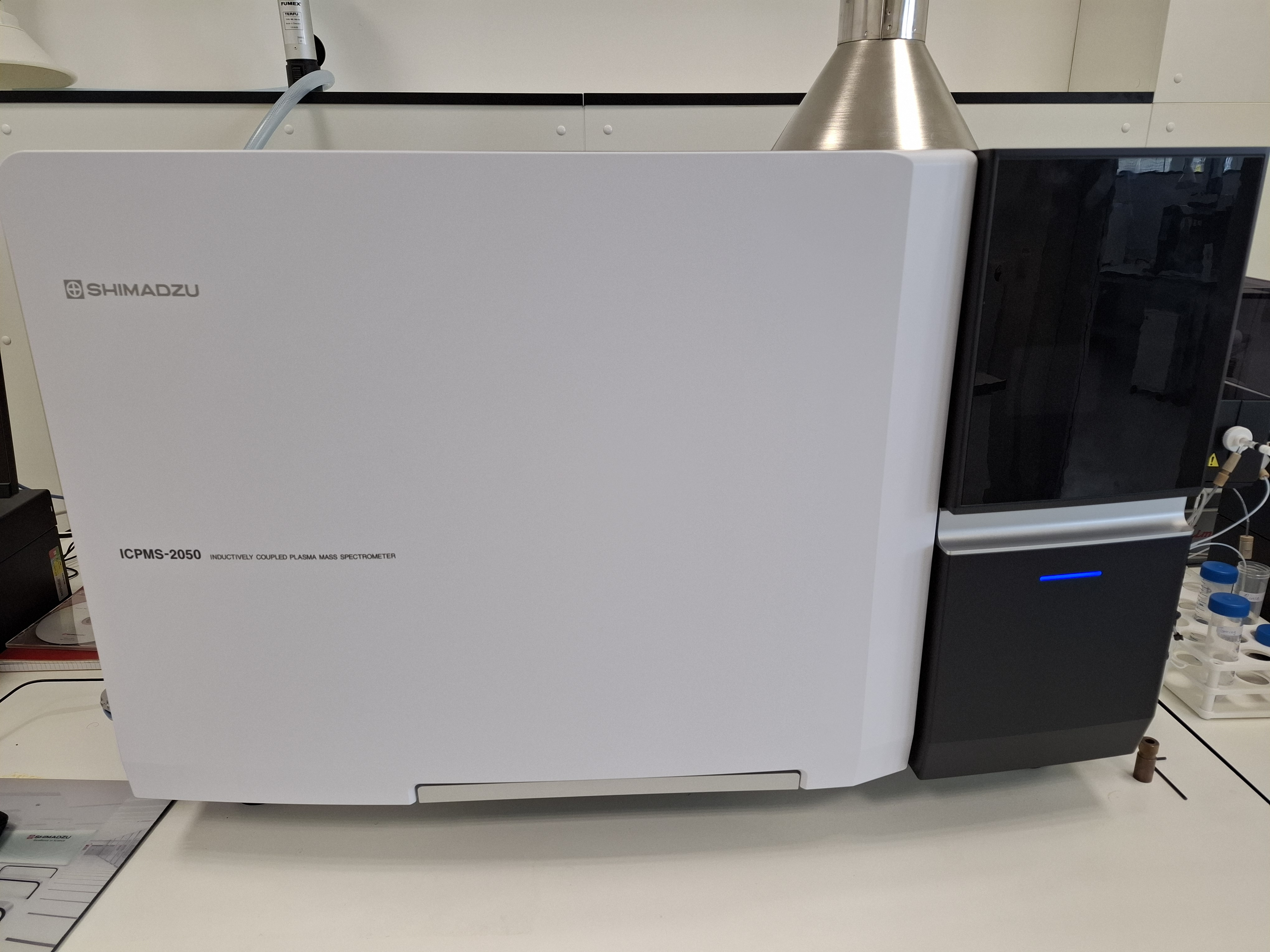
Ein modernes ICP/MS

Schemazeichnung

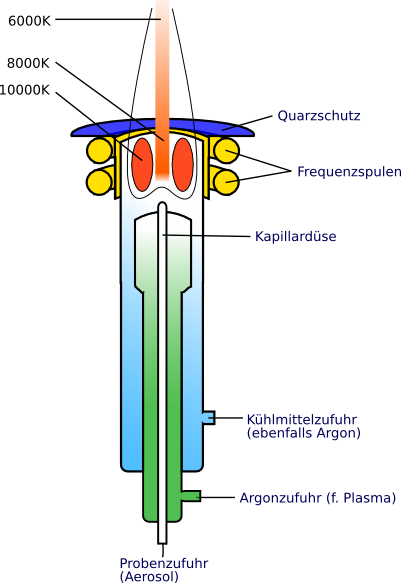
Brennerdüse

Massenspektrometrie mit induktiv gekoppeltem Plasma (englisch inductively coupled plasma mass spectrometry, ICP-MS) ist eine robuste, sehr empfindliche massenspektrometrische Analysenmethode in der anorganischen Elementanalytik. Sie wird u. a. zur Spurenanalyse von Schwermetallen, wie Quecksilber, Blei oder Cadmium benutzt.

## Funktionsweise
Bei der ICP-MS (inductively coupled plasma mass spectrometry) wird zunächst durch ein hochfrequentes elektromagnetisches Feld ein Plasma in einem Argon-Gasstrom generiert, in dem ein Probenaerosol auf 5.000–10.000 °C erhitzt werden kann. Dabei werden die Probenbestandteile verdampft, in ihre atomaren Bestandteile zerlegt und diese effizient ionisiert. Anschließend werden die im Plasma generierten Ionen in den Analysator eines Massenspektrometers überführt. Dort werden die Isotope der einzelnen Elemente messtechnisch erfasst.
Mit der ICP-MS werden für die meisten Elemente des Periodensystems Nachweisgrenzen im Bereich von Nanogramm pro Liter (ng/l) oder besser erreicht. Weiterhin zeichnet sich die Methode bei der quantitativen Bestimmung durch einen sehr weiten linearen Bereich über neun bis zwölf Größenordnungen aus. Neben quantitativen analytischen Aufgabenstellungen lässt sich mit der ICP-MS auch eine präzise Isotopenanalytik betreiben. Hierzu werden in der Regel Sektorfeld-ICP-Massenspektrometer verwendet.
Durch Kopplung mit analytischen Trennmethoden wie Hochleistungsflüssigkeitschromatographie, Gaschromatographie, Kapillarelektrophorese, Gelelektrophoresen, Ionenaustauschchromatographie und Feld-Fluss-Fraktionierung lässt sich die ICP-MS auch zur Speziationsanalyse verwenden. Weiterhin können Feststoffproben direkt durch Kopplung mit einem speziellen Ofen zur elektrothermischen Verdampfung oder mit einem Laserablationsgerät analysiert werden. Mit letzterem ist auch eine ortsaufgelöste, quasi zerstörungsfreie Analytik beispielsweise an historischen Gegenständen möglich.

## Alternative Methoden
Andere wichtige Methoden zur Elementaranalyse sind:
- Optische Emissionsspektrometrie mit induktiv gekoppeltem Plasma (ICP-OES)
- Instrumentelle Neutronenaktivierungsanalyse (INAA)
- Röntgenfluoreszenzanalyse (XRF)
- Atomabsorptionsspektrometrie (AAS)